# Темплтон (Пенсільванія)
Темплтон (англ. Templeton) — переписна місцевість (CDP) в США, в окрузі Армстронг штату Пенсільванія. Населення — 253 особи (2020).

## Географія
Темплтон розташований за координатами 40°55′5″ пн. ш. 79°27′36″ зх. д. / 40.91806° пн. ш. 79.46000° зх. д. (40.917975, -79.460109).  За даними Бюро перепису населення США в 2010 році переписна місцевість мала площу 1,51 км², з яких 1,20 км² — суходіл та 0,32 км² — водойми.

## Демографія
Згідно з переписом 2010 року, у переписній місцевості мешкало 325 осіб у 133 домогосподарствах у складі 99 родин. Густота населення становила 215 осіб/км².  Було 148 помешкань (98/км²).
Расовий склад населення:
| - 98,5 % — білих - 0,6 % — чорних або афроамериканців |

До двох чи більше рас належало 0,9 %. Частка іспаномовних становила 0,0 % від усіх жителів.
За віковим діапазоном населення розподілялося таким чином: 27,1 % — особи молодші 18 років, 48,6 % — особи у віці 18—64 років, 24,3 % — особи у віці 65 років та старші. Медіана віку мешканця становила 39,9 року. На 100 осіб жіночої статі у переписній місцевості припадало 94,6 чоловіків;  на 100 жінок у віці від 18 років та старших — 91,1 чоловіків також старших 18 років.
Середній дохід на одне домашнє господарство  становив 44 373 долари США (медіана — 40 000), а середній дохід на одну сім'ю — 47 274 долари (медіана — 41 250). Медіана доходів становила 40 156 доларів для чоловіків та 32 500 доларів для жінок. За межею бідності перебувало 15,5 % осіб, у тому числі 22,8 % дітей у віці до 18 років та 1,4 % осіб у віці 65 років та старших.
Цивільне працевлаштоване населення становило 104 особи. Основні галузі зайнятості: виробництво — 21,2 %, роздрібна торгівля — 19,2 %, науковці, спеціалісти, менеджери — 13,5 %, освіта, охорона здоров'я та соціальна допомога — 12,5 %.